# 더글러스 헨셜

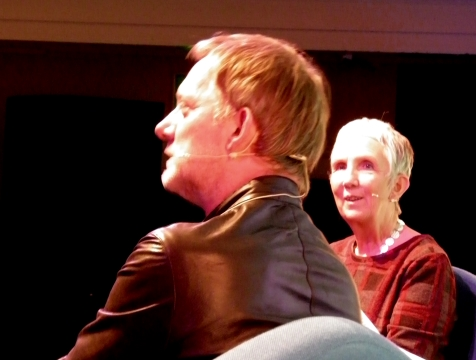

더글러스 헨셜(영어: Douglas Henshall, 1965년 11월 19일 ~ )은 영국의 배우이다.
글래스고에서 태어났다.

## 출연 작품
- 아이오나 (2015년)
- 웨스턴 리벤지 (2014년) - 말릭 역
- 도어스 오픈 (2012년)
- 크리클리 홀의 비밀 (2012년)
- 하우 아이 워즈 스톨런 바이 더 절먼스 (2011년)
- 더 이글 (2011년) - 크라덕 역
- 콜리전 (2009년)
- 도리안 그레이 (2009년)
- 프렌치 필름 (2008년) - 마커스 역
- 프리 지미 (2006년)
- 리플리 언더 그라운드 (2005년)
- 데드 롱 이너프 (2005년)
- 올 어바웃 러브 (2003년)
- 사일런트 크라이 (2002년)
- 로리스 하트 (2001년) - 팀 역
- 안나 카레니나 (2000년)
- 디스 이어스 러브 (1999년)
- 키드 인 더 코너 (1999년)
- 패스트 푸드 (1998년) - 베니 역
- 이프 온리: 맨 위드 레인 (1998년)
- 샤프의 정의 (1997년)
- 정복자 칼 (1997년)
- 고아 (1997년)
- 천사와 벌레 (1995년)
- 로즈 레드 (1994년)
- 영 인디아나 존스 (1992년)
- 위대한 챔피언 (1990년)

### 텔레비전
- 더 빌 (1984년)
- 아웃랜더
- Screen Two - "Crossing the Floor" 편 (1996) - 클리브 역
- 블랙 워크 (2015년)
- 셰틀랜드 시즌1 (2013년)
- 프라이미벌 시즌1 (2007년) - 닉 커터 교수 역